# Astronidium tomentosum
Astronidium tomentosum es una especie de planta de flores perteneciente a la familia  Melastomataceae. Es endémica de Fiyi con dos colonias en Viti Levu. Es un raro arbusto o pequeño árbol que crece en un área restringida de la provincia Namosi en Viti Levu entre los 600 y 1200 m s. n. m. de altura.

## Fuente
- World Conservation Monitoring Centre 1998.  Astronidium tomentosum.   2006 IUCN Red List of Threatened Species.   Bajado el 20-08-07.